# Lisa Middelhauve
Lisa Middelhauve  (tidigare Lisa Schaphaus), född 28 november 1980, är en tysk musiker. Mellan 2000 och 2008 var hon sångerska,  frontfigur och pianist i det tyska symphonic metal-bandet Xandria innan hon beslöt sig för att av personliga orsaker lämna bandet. Då hennes efterföljare Kerstin Bischof hoppade av efter bara ett år ställde Middelhauve upp på att fylla den tomma platsen under bandets turné under våren 2010, men det har klargjorts att hon inte kommer tillbaka.
Middelhauve har som gästmusiker medverkat på symphonic power metal-bandets Serenitys album. 2011 uppträdde hon live med symphonic metal-bandet Delain. De senaste åren har hon arbetat på sitt kommande soloalbum.
Middelhauve var gift med Xandrias före detta basist, Nils Middelhauve, men de skiljde sig 2014.

## Diskografi

### Med Xandria
Demo:
- Kill the Sun (2000)

Studioalbums:
- Kill the Sun (2003)
- Ravenheart (2004)
- India (2005)
- Salomé - The Seventh Veil (2007)

Singlar:
- "Kill the Sun" (2003)
- "Ravenheart" (2004)
- "Eversleeping" (2004)
- "In Love With the Darkness" (2005)
- "Save My Life" (2007)
- "Sisters of the Light" (2007) as Xandria vs. Jesus on Extasy

Samlingsalbum
- Now & Forever - Best of Xandria (June 6, 2008)